# Silvestre Szilagyi
Silvestre Szilagyi es un dibujante de historietas argentino, nacido el 23 de noviembre de 1949 en la ciudad de Buenos Aires.

## Biografía
Entre los 18 y los 20 años Silvestre Szilagyi estudió en el IDA (Instituto de Arte), con Alberto Breccia. En 1970 crea, junto con Gaspar González, el Estudio Géminis, más conocido como La Oficina, donde desarrollaría los primeros años de su carrera, en compañía de otros artistas.
Publicó su primer trabajo, la historieta Fiebre de verano, en Aventuras de Patoruzito, de la editorial Dante Quinterno. Comenzó a publicar en la revista Intervalo, de la editorial Columba, en 1972. Luego dibujó las series bélicas Luftwaffe y Royal Air Force con guiones de Alfredo Julio Grassi; El Triángulo de las Bermudas con guion de Ricardo Ferrari, Dax creado por  Robin Wood; El Samurái, escrito por Arévalo, y La Sabana, también con guiones de Ferrari.
Dibujó innumerables historietas a lápiz para otros dibujantes, entre ellos, Lito Fernández (Dennis Martin, Precinto 56), Diego Navarro, Haupt, Zaffino, Falugi.
En 1974 dibujó el primer guion de Ferrari: Los 7 Días del Coyote, para la editorial Record, con la cual colaboró asiduamente. Muchos de sus trabajos fueron publicados también por la editorial Eura, de Italia.
Ejerció la docencia en la Asociación de Dibujantes de Argentina y en forma privada.
Ya en el siglo XXI, comenzó a dibujar The Phantom, un personaje creado en 1936 por Lee Falk, para la editorial estadounidense  Moonstone.